# هسته (آلبوم استون تمپل پایلتس)
«هسته» (به انگلیسی: Core) آلبومی از استون تمپل پایلتس است که در ۲۹ س‍پتامبر ۱۹۹۲ میلادی منتشر شد.